# VLS-1
VLS-1 (сокр. от порт. Veículo Lançador de Satélites — букв. Спутниковая ракета-носитель) — бразильская ракета-носитель лёгкого класса, основная ракета-носитель Бразильского космического агентства (БКА).

## История создания
Разработка VLS-1 началась в 1984 году, после первого запуска ракеты Sonda IV. За прошедшее время были построены три ракеты-прототипа и произведены две попытки запуска с космодрома Алкантара. Запуски прототипов V1 и V2 (VLS-1 V1 и VLS-1 V2) окончились неудачей из-за технических проблем, но позволили провести тестирование некоторых компонентов ракеты. 22 августа 2003 года, за два дня до намеченного старта, прототип V3 взорвался на пусковом столе. 21 человек погиб, стартовая установка была разрушена. Катастрофа привела к значительному регрессу бразильской космической программы.
В настоящее время разрабатывается прототип V4.

## Модификации

### VLS-R1
Тестовая версия РН VLS-R1 имела две ступени, следующей конфигурации:
- Первая ступень — четыре ракетных двигателя S-20.
- Вторая ступень — массо-габаритный макет ракетного двигателя S-20.

### VLS-R2
Тестовая версия РН VLS-R2 имела две ступени, следующей конфигурации:
- Первая ступень — четыре ракетных двигателя S-20.
- Вторая ступень — один ракетный двигатель S-20.

### VLS-XVI 01
Тестовая версия РН VLS-XVI 01, суборбитальная тестовая версия имела три твердотопливные ракетные ступени и ускорители, следующей конфигурации:
- Ускорители — четыре ракетных двигателя S-23.
- Первая ступень — один ракетный двигатель S-43TM.
- Вторая ступень — макет ракетного двигатель S-40TM.
- Третья ступень — макет ракетного двигатель S-44.

### VLS-1 оперативная конфигурация
Тестовая версия РН VLS-1 имела три твердотопливные ракетные ступени и ускорители, следующей конфигурации:
- Ускорители — четыре ракетных двигателя S-43.
- Первая ступень — один ракетный двигатель S-43TM.
- Вторая ступень — один ракетный двигатель S-40TM.
- Третья ступень — один ракетный двигатель S-44.

## История пусков

### Тестовые пуски
| 1 |  | 1 декабря 1985 года  | VLS-R1 VLS-R1 |        | Алкантара | Авария (апогей 10 км) |
| 2 |  | 18 мая 1989 года     | VLS-R1 VLS-R2 |        | Алкантара | Авария (апогей 50 км) |
| 3 |  | 2 декабря 1997 года  | VLS-1 V1      | SCD-2A | Алкантара | Авария                |
| 4 |  | 11 декабря 1999 года | VLS-1 V2      | SACI 2 | Алкантара | Авария                |
| 5 |  | 22 августа 2003 года | VLS-1 V3      | SATEC  | Алкантара | Авария                |

### Будущие пуски
| 1 |  | 2012 год | Массо-габаритный макет | тест системы элесктрообеспечения | Алкантара | Успех   |
| 2 |  | 2014     | VLS-1 XVT-01 VSISNAV   | тест первой и второй ступени     | Алкантара | Отменен |
| 3 |  | 2018     | VLS-1 V-04             | запуск КА                        | Алкантара | Отменен |